# Helina dasyophthalma
Helina dasyophthalma är en tvåvingeart som beskrevs av Malloch 1928. Helina dasyophthalma ingår i släktet Helina och familjen husflugor. Inga underarter finns listade i Catalogue of Life.